# Pterourus scamander
Pterourus scamander (denominada popularmente, em inglês, Scamander Swallowtail) é uma borboleta neotropical da família Papilionidae e subfamília Papilioninae, encontrada na Bolívia, na Mata Atlântica do Brasil (da Bahia até o Rio Grande do Sul), no Uruguai e no noroeste da Argentina. Foi classificada por Jean-Baptiste Alphonse Dechauffour de Boisduval, com a denominação de Papilio scamander, em 1836. Suas lagartas se alimentam de Persea americana (abacateiro) e plantas do gênero Magnolia. O seu nome deriva do rio Escamandro.

## Descrição
Esta espécie possui, vista por cima, asas com envergadura máxima de pouco mais de 9 centímetros e de tom geral em castanho enegrecido com duas fileiras de manchas amareladas nas asas anteriores e, na margem inferior das asas posteriores, com matizes em amarelo, laranja ou vermelho - na subespécie Pterourus scamander grayi - próximos à sua borda, onde se destacam prolongamentos filiformes. O lado de baixo difere apenas por ser mais pálido.

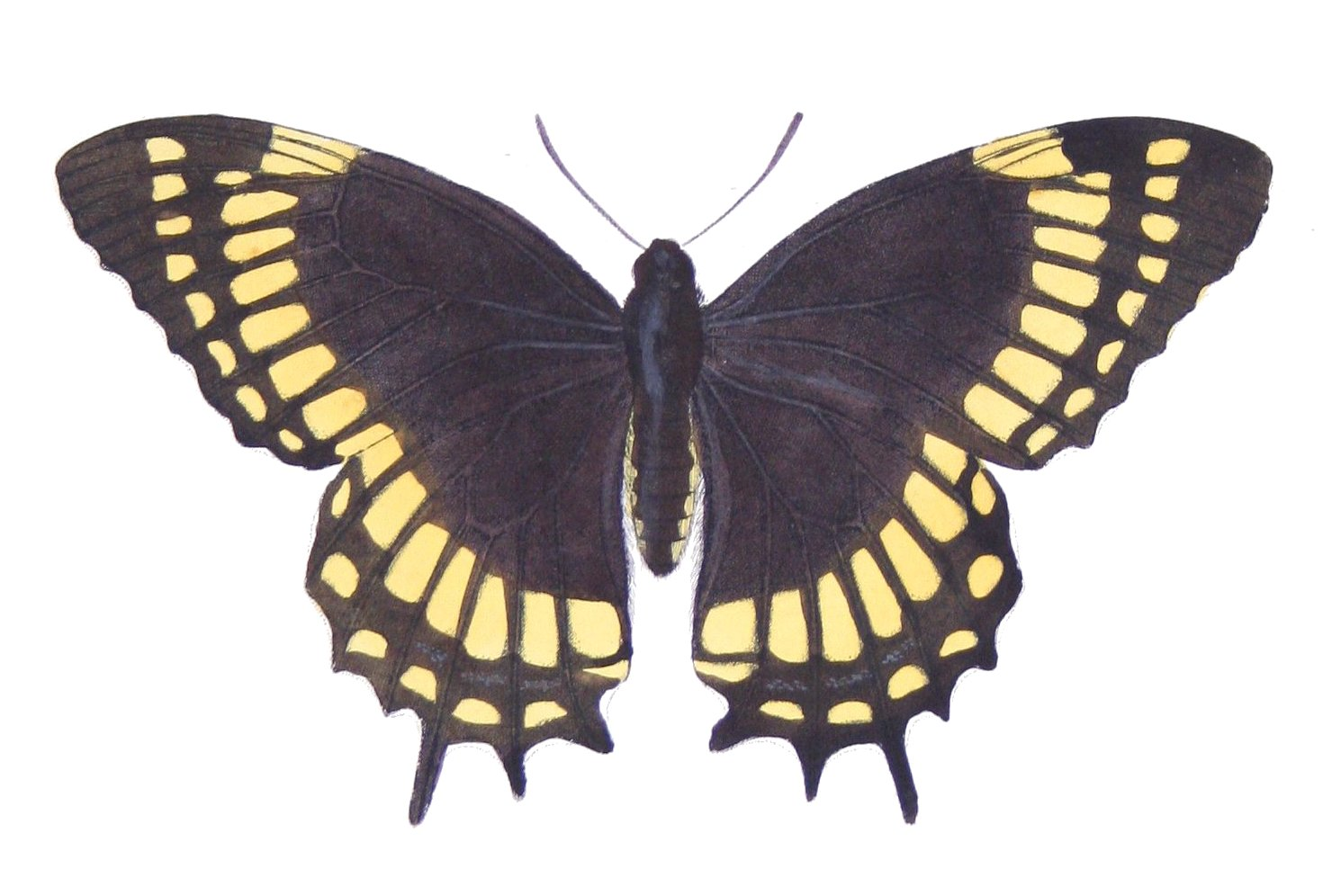
Detalhe da ilustração de P. scamander, em vista superior, retirada do livro de Francis de Laporte de Castelnau, ano de 1856.

## Hábitos, lagarta e crisálida
As borboletas são avistadas visitando flores, das quais se alimentam do néctar. Voam comumente em cidades de altitude, visitando ambiente antrópico onde possam ser encontradas as plantas-alimento de suas lagartas. Estas são esverdeadas e apresentam um par de faixas castanhas formando um "X" em seu dorso, além de apresentar um par de manchas em forma de ocelos em seu tórax. Vivem isoladas. Se perturbadas, projetam protuberâncias torácicas com odor repugnante. A crisálida é castanha, com sua camuflagem imitando um galho seco.

## Subespécies
P. scamander possui três subespécies:
- Pterourus scamander scamander - Descrita por Boisduval em 1836, de exemplar proveniente do sul do Brasil.[8]
- Pterourus scamander grayi - Descrita por Boisduval em 1836, de exemplar proveniente do sul do Brasil.[10]
- Pterourus scamander joergenseni - Descrita por Röber em 1925, de exemplar proveniente da Argentina.